# 古纳尔·基希巴赫
古纳尔·基希巴赫（德語：Gunar Kirchbach，1971年10月12日—），德国男子皮划艇运动员。他曾代表德国参加1996年夏季奥林匹克运动会皮划艇比赛，获得男子双人划艇1000米金牌。